# Нумизматика
Нумизма́тика (от лат. numisma, nomisma, numismatis — «монета» ← др.-греч. νόμισμα, νόμισματος — «установившийся обычай, общепринятый порядок; монета») — вспомогательная историческая дисциплина, изучающая историю монетной чеканки и монетного обращения. Рядом исследователей описывается как наука, изучающая монеты и монетные клады в качестве памятника, отражающего экономическое и культурное развитие отдельных стран и народов, роль денег и денежных систем в ту или иную эпоху.
От нумизматики как науки следует отличать нумизматическое собирательство, или коллекционирование монет.
Общественные функции нумизматики:
- Выявление нумизматических памятников культуры;
- Изучение характерных фактов, связей и процессов, способствующих более углублённому пониманию истории и восполнению пробелов в исторической науке.

## История нумизматики как науки

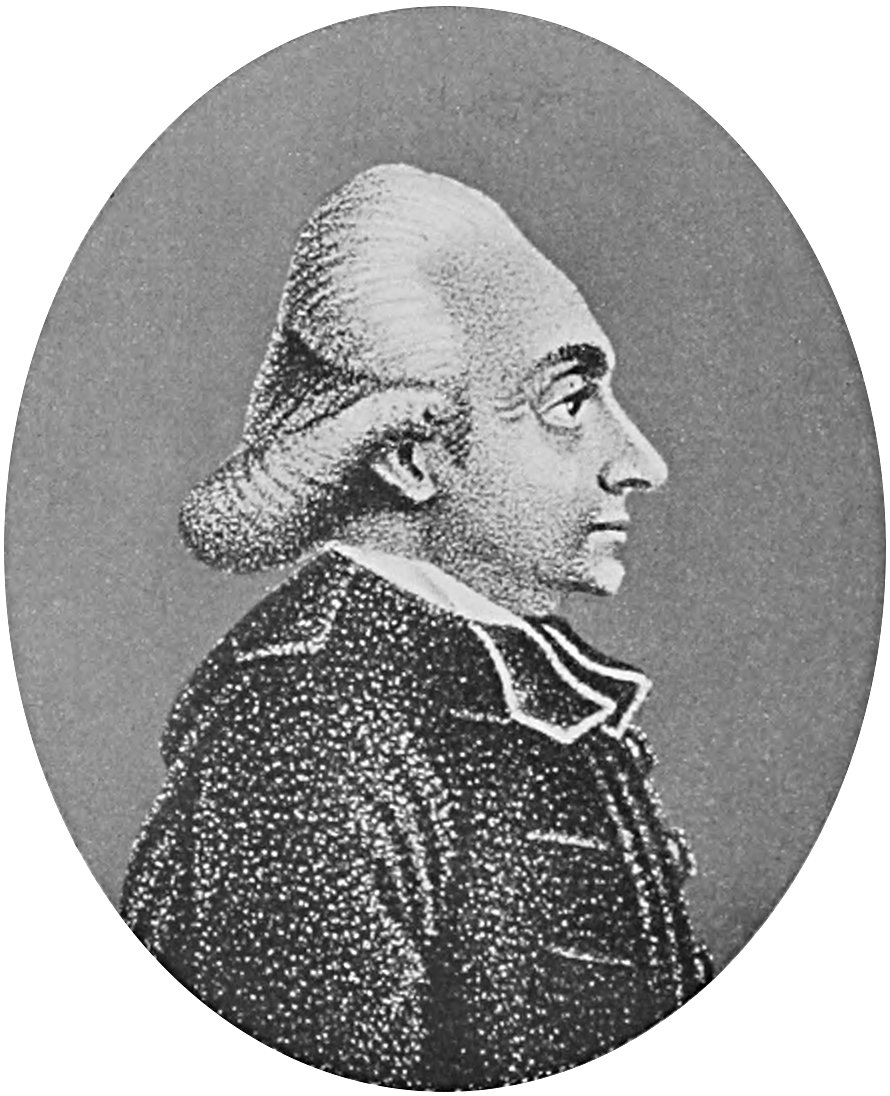
Иосиф-Илларий Эккель (1737—1798) — основоположник систематического научного исследования в области нумизматики

Древнейшая известная нумизматическая коллекция датируется XIII веком, она принадлежала человеку, жившему в средневековом Китае (самая древняя монета из этой коллекции относится к 206 году до н. э., а самая новая — первой половиной XIII века).
В Европе интерес к монетам возник ещё во времена Римской империи, однако наибольшую популярность коллекционирование приобрело в эпоху Возрождения. Собраниями античных монет обладали Джованни Боккаччо, итальянский поэт Франческо Петрарка, герцог Жан Беррийский и другие. Одним из первых медальеров стал Антонио Пизанелло. К середине XVI века, по подсчётам Х. Гольциуса, в Европе было уже 950 мюнцкабинетов. В 1738 году в Университете Галле прочитал первую лекцию о монетах профессор И.-Г. Шульце.
В качестве самостоятельной науки нумизматика оформилась лишь в XIX веке. Большой вклад в это внесли специалист по античным монетам И.-И. Эккель, специалист по средневековым монетам Й. Мадер, а также И.-Я. Ляйцман, Ю. Фридлендер и Г. Гроте. Последний объединил нумизматику и науку о деньгах, что явилось началом трансформации нумизматики в общественно-историческую науку.
С XIX века нумизматы начали изучать экономические процессы по данным монетных находок. С советских времён нумизматику принято относить к одной из «вспомогательных исторических дисциплин».

## Нумизматика в России
Собирателями первых коллекций монет стали такие известные личности как царь Пётр I, князь А.Д. Меньшиков и граф Я.В. Брюс. В 1697 году Пётр Алексеевич побывал в Амстердаме у коллекционера Якоба де Вильде. В следующем году Пётр посетил Королевский монетный двор Великобритании, а в 1717 году — Парижский монетный двор. Из сохранившихся документов известно, что в 1721—1724 годах Пётр Алексеевич приобретал нумизматические собрания монет в Европе. В 1728 году нумизматическая коллекция Петра I, состоящая из 28 862 монет и медалей, была передана в Кунсткамеру. 
Обширной частной коллекцией монет обладали князь А.А. Вяземский и княжна Елена Никитична, Н.П. Румянцев, П.Г. Демидов, а также Ф.И. Круг, А.И. Мусин-Пушкин и многие др. В 1846 году в Санкт-Петербурге образуется археологическо-нумизматическое общество.
При Екатерине II основывается нумизматическое собрание Эрмитажа. В XIX веке эрмитажное собрание пополнилось многочисленными частными коллекциями — И.А. Стемпковского, петербургского купца С.А. Еремеева, барона С.И. Шодуара, К.А. Нарышкина, М.П. Погодина, И.А. Бартоломея, С.Г. Строганова и др. Государственный исторический музей в Москве пополнил свои фонды нумизматическими коллекциями А.Д. Чертикова, П.О. Бурачкова, П.И. Щукина, А.С. Уварова, П.В. Зубова. Активно участвовала в комплектовании Императорская Археологическая комиссия, благодаря которой в фонды музея поступили многие средневековые и античные клады монет.
После революции 1917 года множество частных коллекций было вывезено в Европу, одной из таких утрат стало собрание вл. князя Георгия Михайловича.

### Научное изучение
В XVIII-XIX веках античные монеты воспринимались в качестве памятника искусства и коллекционировались наряду с минералами, камеями и скульптурой. Обладатели коллекций классифицировали монеты по внешним признакам, именам правителей и местам чекана. Благодаря монетам историкам удалось установить имена многих правителей и названия городов, неизвестных по письменым источникам, уточнить многие геополитические события в различных регионах.
В литературе XIX века появляются труды посвящённые этой тематике А.Д. Чертикова, И.И. Толстого, А.В. Орешникова, А.А. Ильина. Среди нумизматов-востоковедов выделялись Х.Д. Френ, А.К. Марков, О.Ф. Ретовский, П.С. Савельев, античной нумизматикой Северного Причерноморья занимались А.Л. Бертье-Делагард, П.О. Бурачков, Б.В. Кёне и др. В XIX веке топография монетных кладов практически не изучалась, из общего объёма изымались редкие или новые экземпляры, остальной состав монет  расформировывали — распространенные типы монет отправляли на переплавку или возвращали находчикам. Бесценный материал по денежному обращению, имевшийся в руках исследователей XIX века, большей частью оказался потерян для науки.
В советское время начинается комплексное систематическое изучение монет из археологических раскопок, составляются топографические своды, выявляются периодизации денежного обращения, метрология монет позволяет установить денежно-весовые реформы, происходит локализация важнейших торговых путей, постепенно устанавливается ход эволюции монетного дела в различных регионах. Важный вклад в развитие нумизматики внесли А.А. Сиверс, Н.П. Бауер, В.М. Потин, В. Н. Рябцевич, Н.А. Соболева, И.Г. Спасский и др. Восточной нумизматикой занимались Р.Р. Фасмер, А.Г. Мухамадиев, Г.А. Фёдоров-Давыдов, античный монетный корпус исследовали А.Н. Зограф, Д.Б. Шелов, П.О. Карышковский, Н.А. Фролова и др.